# Deutsche Fußball-Amateurmeisterschaft 1967
Deutscher Fußball-Amateurmeister 1967 wurde die STV Horst-Emscher. Im Finale im Herforder Ludwig-Jahn-Stadion siegte die Mannschaft aus Gelsenkirchen-Horst am 1. Juli 1967 mit 2:0 gegen die Amateure von Hannover 96. Bester Torjäger war Norbert Irtel von Hannover 96, der im Verlauf der Meisterschaft 7 Tore erzielen konnte.

## Modus
Die qualifizierten Mannschaften der 16 Landesverbände spielten im K.-o.-System mit Hin- und Rückspiel den Deutschen Amateurmeister aus. Ein Finale entschied über die Meisterschaft.

## Teilnehmende Mannschaften
| Mannschaften | Mannschaften             | Verband            |
|              | Holstein Kiel (Amateure) | Schleswig-Holstein |
|              | Holsatia Elmshorn        | Hamburg            |
|              | Werder Bremen (Amateure) | Bremen             |
|              | Hannover 96 (Amateure)   | Niedersachsen      |
|              | Neuköllner Sportfreunde  | Berlin             |
|              | STV Horst-Emscher        | Westfalen          |
|              | 1. FC Köln (Amateure)    | Mittelrhein        |
|              | Bayer Uerdingen          | Niederrhein        |
|              | Spvgg. 03 Neu-Isenburg   | Hessen             |
|              | FV Engers 07             | Rheinland          |
|              | VfR Kirn                 | Südwest            |
|              | SV St. Ingbert           | Saarland           |
|              | Karlsruher SC (Amateure) | Baden              |
|              | Freiburger FC (Amateure) | Südbaden           |
|              | VfB Stuttgart (Amateure) | Württemberg        |
|              | ESV Ingolstadt           | Bayern             |

## Achtelfinale (20. & 21. Mai / 28. Mai)
|                    | Gesamt |                         | Hinspiel | Rückspiel |
| ------------------ | ------ | ----------------------- | -------- | --------- |
| VfR Kirn           | 00:10  | Hannover 96             | 0:6      | 0:4       |
| SpVgg Neu-Isenburg | 8:1    | Freiburger FC           | 5:0      | 3:1       |
| SV St. Ingbert     | 1:2    | ESV Ingolstadt          | 0:0      | 1:2 n. V. |
| Holstein Kiel      | 6:9    | Karlsruher SC           | 3:3      | 3:6       |
| Bayer Uerdingen    | 8:2    | FV Engers               | 4:1      | 4:1       |
| Werder Bremen      | 1:4    | VfB Stuttgart           | 1:1      | 0:3       |
| 1. FC Köln         | 7:1    | Neuköllner Sportfreunde | 5:1      | 2:0       |
| Holsatia Elmshorn  | 1:2    | STV Horst-Emscher       | 1:2      | 0:0       |

## Viertelfinale (4. Juni / 11. Juni)
|                     | Gesamt |                | Hinspiel | Rückspiel |
| ------------------- | ------ | -------------- | -------- | --------- |
| Bayer Uerdingen     | 4:1    | 1. FC Köln     | 2:0      | 2:1       |
| SpVgg. Neu-Isenburg | 7:6    | Karlsruher SC  | 5:4      | 2:2       |
| STV Horst-Emscher   | 6:4    | ESV Ingolstadt | 3:2      | 3:2       |
| VfB Stuttgart       | 1:3    | Hannover 96    | 1:0      | 0:3       |

## Halbfinale (18. Juni / 24. Juni)
|                     | Gesamt |                   | Hinspiel | Rückspiel |
| ------------------- | ------ | ----------------- | -------- | --------- |
| SpVgg. Neu-Isenburg | 1:3    | STV Horst-Emscher | 1:2      | 0:1       |
| Bayer Uerdingen     | 01:13  | Hannover 96       | 0:6      | 1:7       |

## Finale
| STV Horst-Emscher                                      | STV Horst-Emscher | Hannover 96 (Amateure) | Hannover 96 (Amateure) |
| ------------------------------------------------------ | --- | --- | ---------------------- |
| STV Horst-Emscher                                      | \| Samstag, 1. Juli 1967 in Herford (Ludwig-Jahn-Stadion) \| \| Ergebnis: 2:0 (1:0) \| \| Zuschauer: 9.000 \| \| Schiedsrichter: Edgar Deuschel (Ludwigshafen am Rhein) \|                                      | \| Samstag, 1. Juli 1967 in Herford (Ludwig-Jahn-Stadion) \| \| Ergebnis: 2:0 (1:0) \| \| Zuschauer: 9.000 \| \| Schiedsrichter: Edgar Deuschel (Ludwigshafen am Rhein) \|                | Hannover 96 (Amateure) |
| STV Horst-Emscher                                      | Bernhard Petrasch; Karl-Heinz Kaczmarzik, Paul-Dieter Kleinert, Dieter Kammer, Rainer Krull, Heinz Grabinski, Bernd Büchner, Günther Thon, Rüdiger Urban, Reinhard Weispfennig, Leske Cheftrainer: Heinz Flotho | Bernd Helmschrot; Helmut Thomassek, Simon, Rainer Stiller, Peter Anders, Hannes Baldauf, Peter Riehn, Heinz Bode, Karl-Heinz Esch, Klaus Plischke, Norbert Irtel Cheftrainer: Hannes Kirk | Hannover 96 (Amateure) |
| STV Horst-Emscher                                      | 1:0 Urban (21.) 2:0 Weispfennig (85.) | | Hannover 96 (Amateure) |
| Samstag, 1. Juli 1967 in Herford (Ludwig-Jahn-Stadion) | | |                        |
| Ergebnis: 2:0 (1:0)                                    | | |                        |
| Zuschauer: 9.000                                       | | |                        |
| Schiedsrichter: Edgar Deuschel (Ludwigshafen am Rhein) | | |                        |

## Quelle
- Karl-Heinz Huba (Hrsg.): Jahrbuch des Fußballs 1966/1967, Copress-Verlag, München 1967